# 看橋員

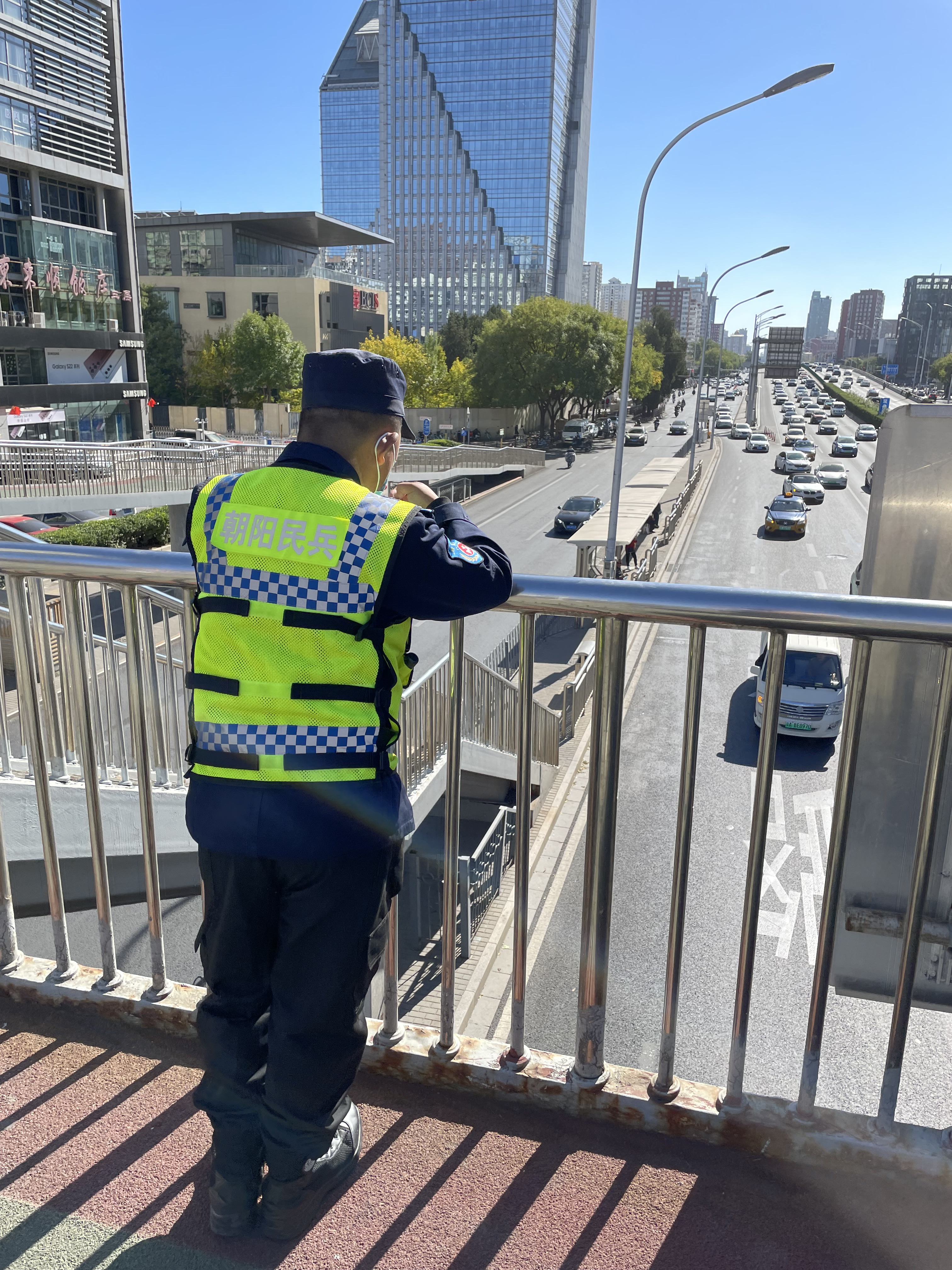
北京双井一座人行天桥上的朝阳民兵，摄于2022年10月22日，中共二十大闭幕之日

看橋員是四通橋事件後中華人民共和國北京市人行天橋上與車行陸橋下新設置的特殊維穩崗位，24小時監控北京市所有橋梁，防止四通橋事件的類似事件再度發生。
“看橋員”身着印有“中国民兵”、“志愿者”、“党员先锋岗”或其他字樣，工资约为320元人民幣/天或无偿服务。在北京的每座人行天橋或各主要立交桥路口，“看橋員”小的設一位，大的設两位或不止两位，有的甚至架上了防風的帆布哨亭；至於車行陸橋底下，“看橋員”則駐守在橋下，小的2個，大的多到4個。
在中國重大活動或敏感时期期間，看橋員的數量和裝備會明顯升級。